# بالثازار لانج
بالثازار لانج (بالنرويجية البوكمول: Balthazar Lange)‏ هو مهندس معماري نرويجي، ولد في 25 مارس 1854 في أسكر في النرويج، وتوفي في 13 سبتمبر 1937 في أوسلو في النرويج.